# 草克乐
草克乐是一种有机化合物，化学式为C7H5Cl2NS，可以用作除草剂。

## 制备及性质
草克乐可由2,6-二氯苯腈和硫化氢反应得到。苯甲醛肟和硫代磷酰氯（PSCl3），也能得到草克乐。
草克乐和亚硝酸反应，生成相应的腈及异硫氰酸酯，还有1,2,4-噻二唑的双苯环化合物。